# Défilé du Jour de la Victoire 2009

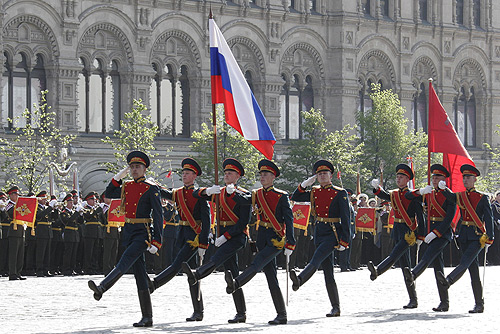
Début de la parade avec la Bannière de la Victoire, www.kremlin.ru.

Le défilé militaire du Jour de la Victoire de 2009, qui a eu lieu le 9 mai 2009 en Russie, célèbre le 64e anniversaire de la fin de la Seconde Guerre mondiale en Europe, la Grande Guerre patriotique pour les Russes et leur victoire sur le Troisième Reich.
Le défilé a été dirigé par Valéri Guérassimov, général du district militaire de Moscou, et passé en revue par Anatoli Serdioukov, le ministre de la défense.
Un discours fut prononcé par Dmitri Medvedev dans lequel il fit une mise en garde contre les pays qui « s'aventureraient dans des expéditions militaires », menace, à peine voilée, destinée au président géorgien Mikheil Saakachvili. 

## Forces présentes

### Régiments
- Forces armées de la fédération de Russie
- Forces chargées de la protection des frontières russes
- Troupes chargées des situations d'urgences, connues sous le sigle EMERCOM (dérivée de "Emergency Control Ministry")
- Forces para-militaires (gendarmes…)
- Diverses académies militaires ainsi que d'autres forces

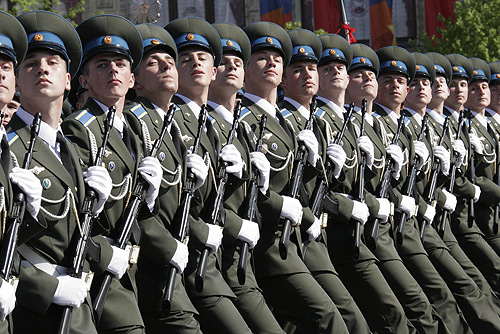
Défilé sur le site www.kremlin.ru.

Avec plus de neuf mille soldats de toutes forces militaires, plus de cent véhicules cette parade est considérée comme la plus importante depuis la dissolution de l'Union soviétique. Elle a été depuis dépassée par la parade de 2015.

### Véhicules
- UAZ-469
- GAZ-2975
- BTR-80
- BMP-3
- BMD-4
- chasseur de chars Sprout
- T-90
- 2S19 Msta
- 2K22 Tunguska
- 9K330 Tor-M1
- 9K38 Buk-M1-2
- BM-30 Smerch
- S-300
- Iskander
- RT-2PM Topol

### Aviation
- Kamov Ka-52
- Mil Mi-24
- Mil Mi-8
- Mil Mi-26
- Antonov An-124
- Beriev A-50
- Soukhoï Su-27 Flanker
- Tupolev Tu-160
- Mikoyan-Gourevitch MiG-31
- Tupolev Tu-95
- Ilyushin Il-78
- Mikoyan-Gourevitch MiG-29
- Sukhoi Su-24
- Sukhoï Su-34
- Tupolev Tu-22M
- Soukhoï Su-25

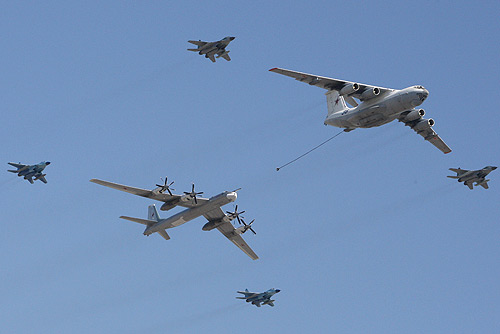
Aviation sur le site www.kremlin.ru.

- Sukhoi Su-27 et quatre Mikoyan MiG-29

## Galerie
Toutes les photos sont issues du site www.kremlin.ru.

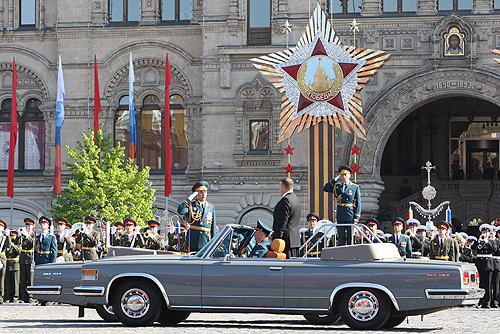
Passage en revue des troupes par le ministre de la défense et le chef d'état-major de l'armée russe
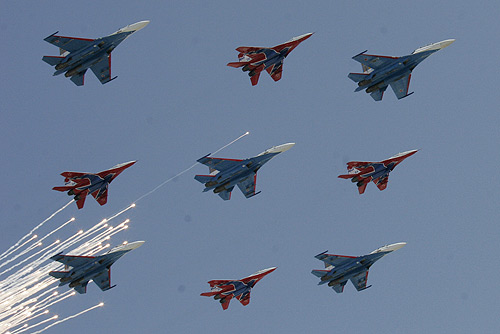
patrouilles acrobatiques
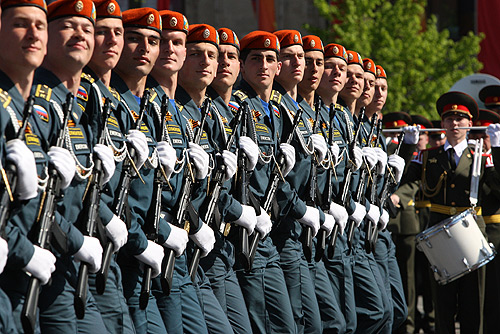
Troupes à pieds
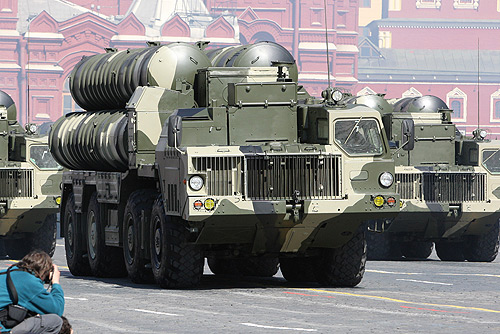
Un lance-missile S-300
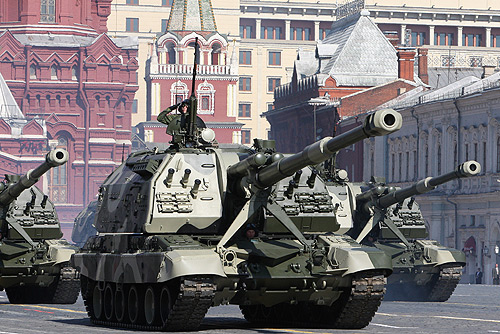
Un obusier automoteur Msta-S
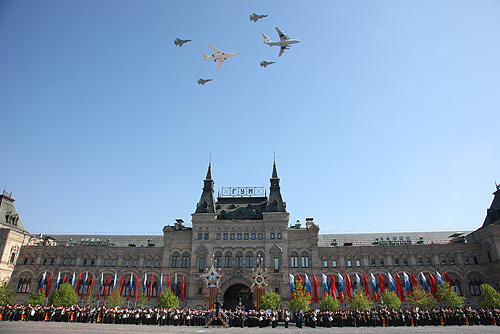
Passage au-dessus de la tribune officielle